# Star Clipper
Die Star Clipper ist ein viermastiges Segel-Kreuzfahrtschiff. Baugleiches Schwesterschiff ist die Star Flyer.
Die 115 m langen Schiffe gehören der monegassischen Reederei Star Clippers SAM (Societé Anonyme de Monaco), werden von dieser ebenfalls bereedert und sind unter maltesischer Flagge registriert. Jedes der als Barkentine ausgeführten Schiffe bietet Platz für bis zu 170 Passagiere.
Die Star Flyer wurde als das erste der inzwischen drei Segelschiffe der Reederei (das dritte Schiff ist die größere Royal Clipper) 1991 in Dienst gestellt, 1992 folgte die Star Clipper. Beide Schiffe werden hauptsächlich für Kreuzfahrten im Mittelmeerraum und in der Karibik eingesetzt, vereinzelt gibt es aber auch Fahrten in die Südsee sowie in die Nord- und Ostsee.

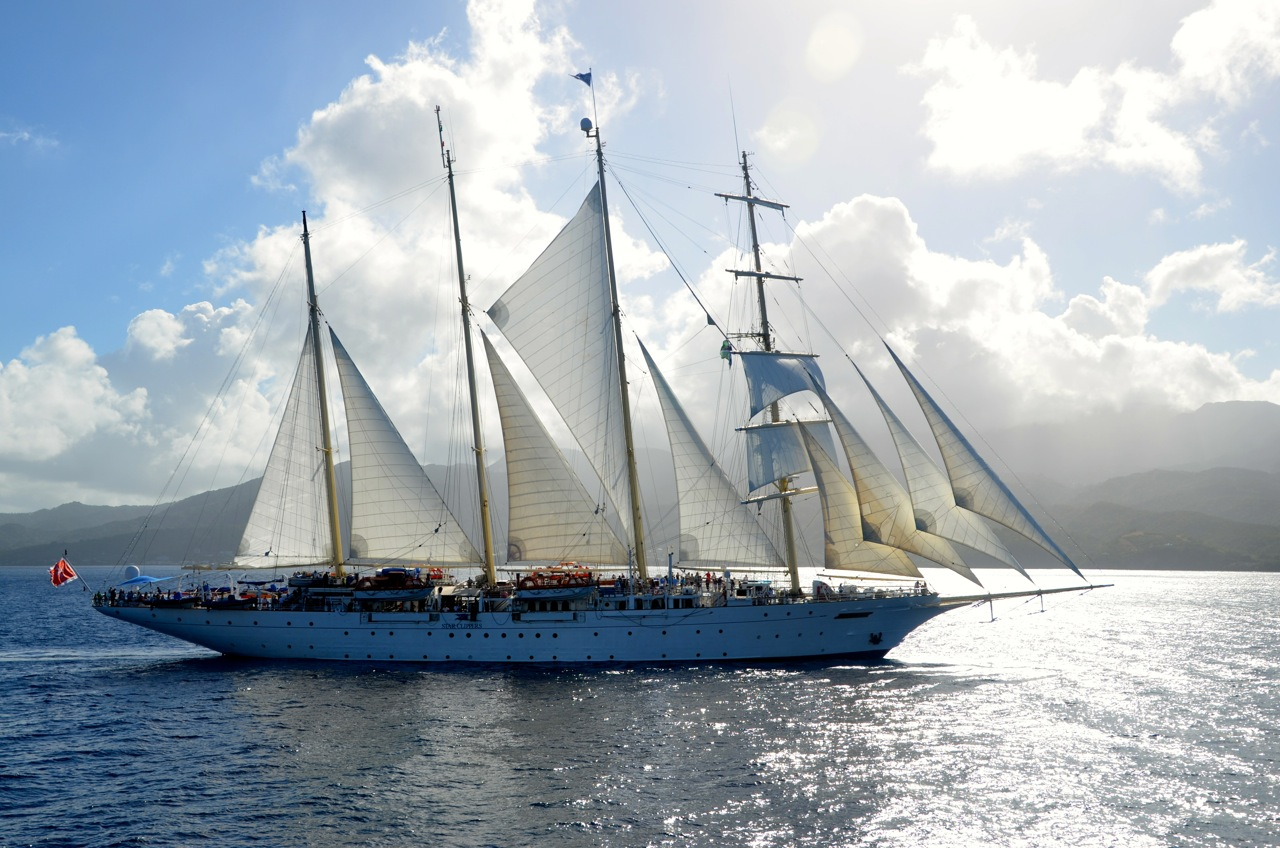
Star Clipper (2014)